# Hemerobius chiangi
Hemerobius chiangi är en insektsart som beskrevs av Banks 1940. Hemerobius chiangi ingår i släktet Hemerobius och familjen florsländor. Inga underarter finns listade i Catalogue of Life.